# دوبریلوویچی
دوبریلوویچی (به صربی: Dobrilovići) یک منطقهٔ مسکونی در صربستان است که در پریبوی واقع شده‌است. دوبریلوویچی ۴۹۰ نفر جمعیت دارد.